# 江嘉敏
江嘉敏（英語：Kong Ka Man / Kaman Kong，1994年11月4日—），香港女演員及主持，前無綫電視經理人合約藝員，主要活躍於電視劇、電影、微電影、音樂錄像、廣告等幕前演出。

## 簡歷

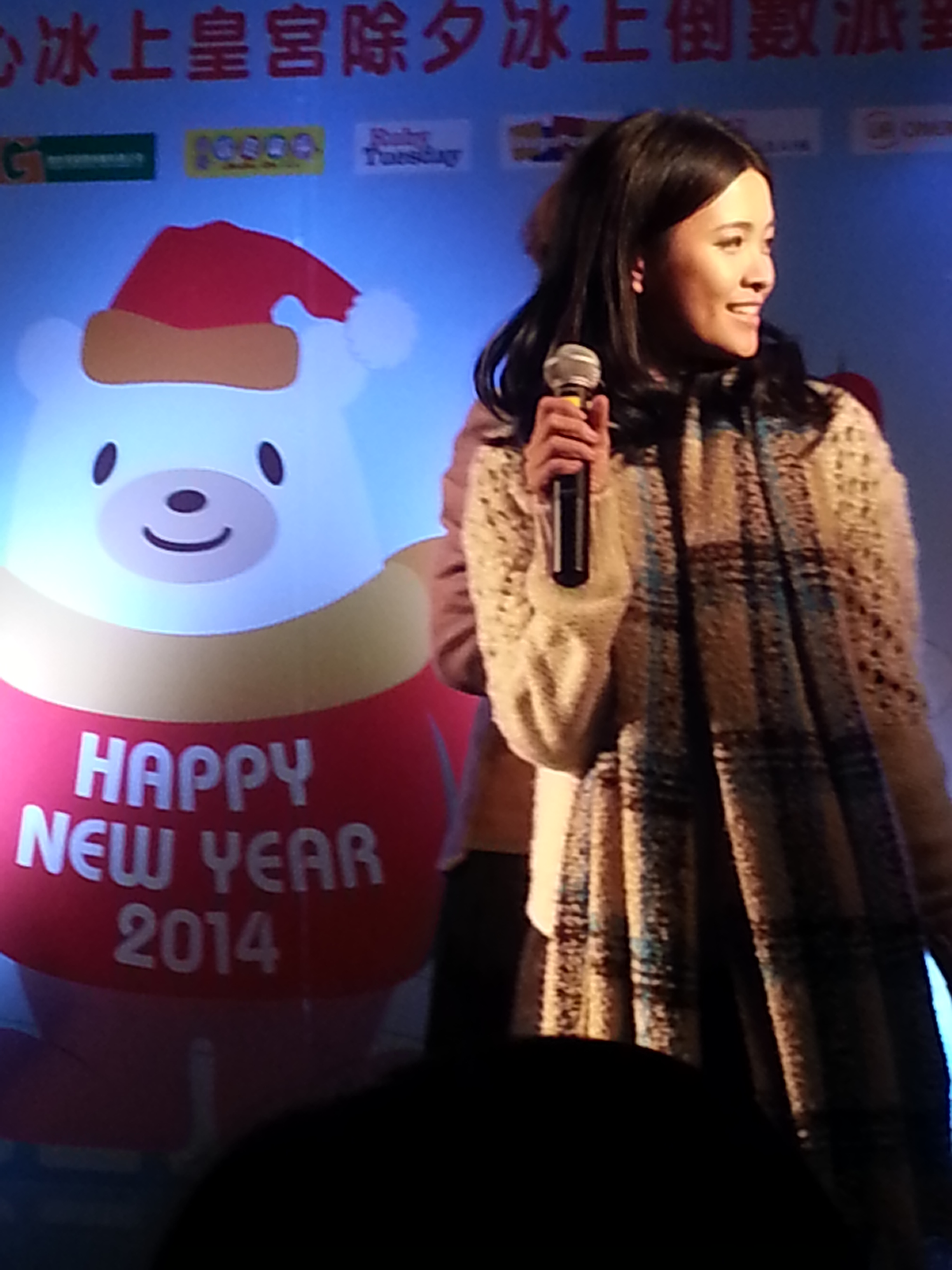
《冰上皇宮 2013倒數派對》（太古城中心、2014年1月1日）

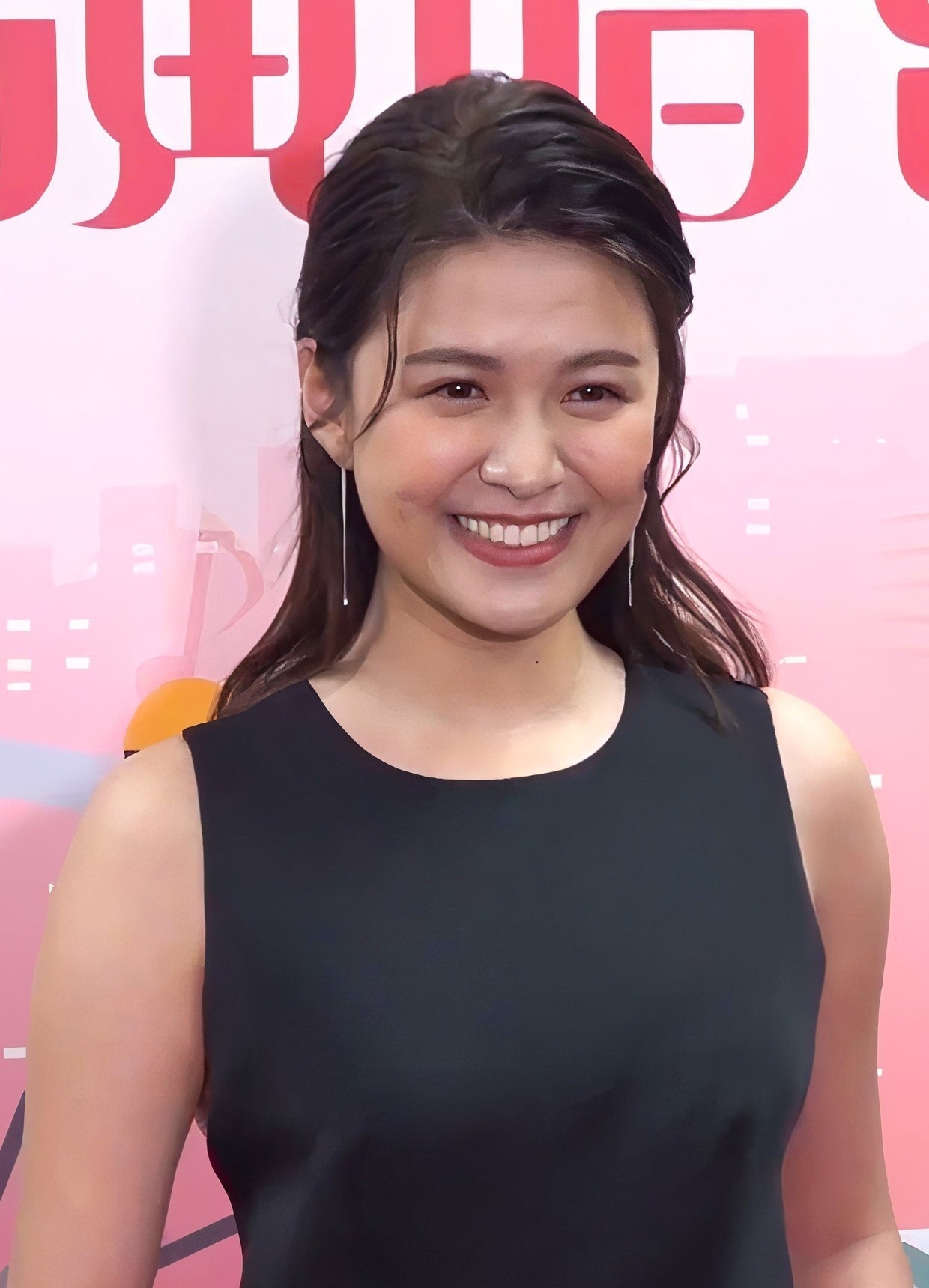
am730《香港唱好演唱會》節目錄影後訪問

江嘉敏6歲起學習鋼琴，12歲時達演奏級，其後還學習過結他、二胡和打鼓，歌唱和舞蹈也有所涉獵；曾就讀鴨脷洲海怡寶血小學及薄扶林嘉諾撒聖心書院，加入演藝圈前曾兼職鋼琴老師，努力加強歌唱技巧。她17歲主演香港鮮浪潮國際短片競賽最佳創意獎（學院組）得獎作品《野犬與貓咪》；2014年透過主演麥曦茵執導的《曖昧不明關係研究學會》及港台劇而為人所認識。2016年，其第二部領銜主演的電影《此情此刻》入圍《2016年日本福岡國際映画祭》，以及2017年的《第35屆三藩市亞美國際電影節》。
2017年，江嘉敏在劇集《親親我好媽》飾演「嚴茜瑜」一角，其自然亮眼的演出與清純女學生的形象受到觀眾關注，演技亦受到肯定。同年，她憑此劇在《萬千星輝頒獎典禮2017》首度獲提名「最佳女配角」，並首度於《TVB 馬來西亞星光薈萃頒獎典禮2017》獲提名「最喜愛TVB飛躍進步女藝員」及「最喜愛TVB電視角色」，以及成為Google（香港）年度熱爆搜尋榜女娛樂名人第一名。2018年，她在劇集《果欄中的江湖大嫂》飾演「黃友美」一角，表現獲得網民好評，並憑此劇在《萬千星輝頒獎典禮2018》再度獲提名「最佳女配角」；同年於台慶劇《兄弟》中首度擔任女主角，飾演「馬斯婷」一角，並首度獲提名「新加坡最喜愛TVB女主角」、「馬來西亞最喜愛TVB女主角」及「最受歡迎電視女角色」。
2019年，江嘉敏雖然只有《福爾摩師奶》一劇播出，但她亦有主持旅遊節目《識玩旅行團 》（第二輯）及參演電影《使徒行者2：諜影行動》。她憑主持節目《識玩旅行團 》及劇集《福爾摩師奶》首度獲提名《萬千星輝頒獎典禮2019》「飛躍進步女藝員」，並憑《福爾摩師奶》「丁曉堯」一角再度獲提名「最佳女配角」及「最受歡迎電視女角色」。2020年，江嘉敏憑劇集《大醬園》、《殺手》及《過街英雄》在《萬千星輝頒獎典禮2020》再度獲提名「飛躍進步女藝員」，並憑《殺手》「丁雅雯」一角再度獲提名「最佳女配角」。2021年，她憑劇集《七公主》「顧雙兒」一角在《萬千星輝頒獎典禮2021》再度獲提名「飛躍進步女藝員」、「最佳女配角」及「最受歡迎電視女角色」，並入圍「最佳女配角」最後十強。2022年，她憑《食腦喪B》的「莫笑春」一角及《神奇的燈泡》「黎湘文」一角首度獲提名「最佳女主角」，亦是《萬千星輝頒獎典禮2022》最多提名的女藝人。
另外，江嘉敏近年成為無綫電視監製陳維冠及吳冠宇的常用演員。
2024年7月，江嘉敏獲得當屆「全港時尚專業女性選舉」奬項（俗稱「女版傑青」），是該屆唯一入選的藝人。
2025年2月，江嘉敏於社交媒體突然宣佈離開無綫電視，結束與無綫電視9年之賓主關係。

## 演出作品

### 電視劇（無綫電視）
| 首播     | 劇名                      | 角色                 |
| 2017年   | 親親我好媽                | 嚴茜瑜（Venus）      |
| 2017年   | 不懂撒嬌的女人            | 凌敏（青年）         |
| 2017年   | 誇世代                    | 尚可兒（Evon）       |
| 2018年   | 果欄中的江湖大嫂          | 黃友美（Yumei）      |
| 2018年   | 兄弟                      | 馬斯婷（Sitting）    |
| 2019年   | 福爾摩師奶                | 丁曉堯（堯堯）       |
| 2020年   | 大醬園                    | 高雙雙               |
| 2020年   | 降魔的2.0                 | 嘉嘉                 |
| 2020年   | 殺手                      | 丁雅雯               |
| 2020年   | 過街英雄                  | 唐美芬（Ella）       |
| 2021年   | 陀槍師姐2021              | 露宿者（客串第15集） |
| 2021年   | 食腦喪Ｂ（MyTV Gold首播） | 莫笑春               |
| 2021年   | 七公主                    | 顧雙兒（Hailey）     |
| 2021年   | 我家無難事                | 鳳（青年）           |
| 2022年   | 回歸光影頌: 神奇的燈泡    | 黎湘文               |
| 2022年   | 黯夜守護者                | 盧小寶（Shabu）      |
| 2023年   | 黃金萬両                  | 金 枝                |
| 2023年   | 新四十二章                | 邵桂芝（Mon姐）      |
| 未播映   | 非常檢控觀                | 袁天樅               |
| 非份之罪 | 駱曉善                    |                      |
| 武林     | 左小虎                    |                      |
| 金式森林 | 方芷君                    |                      |

### 電視劇（其他）
| 首播           | 劇名                                            | 角色                                         |
| 香港電台電視部 |                                                 |                                              |
| 2014年         | 獅子山下2014 《曖昧不明關係研究學會》（劇集版） | 江嘉敏                                       |
| 2015年         | 監警有道                                        | 敏（單元：《小風波》）                       |
| 2015年         | 那些年·那些歌                                   | 達達（單元：《神經》、歌手：達明一派）       |
| 2015年         | 證義搜查線3                                     | Amy（單元：《造市》及《顯淺真相》）          |
| 2015年         | 沒有牆的世界5                                   | 阿 Sa（單元：《最大成就》）                  |
| 2015年         | 獅子山下2015                                    | Jinny（單元：《兩個月亮》）                  |
| 2016年         | 我的家庭醫生2                                   | 思思（單元：《思思的思慮》）                 |
| 2016年         | 女人多自在5                                     | 阿 Ling（單元：《親愛的人》及《距離·幸福》） |
| 2016年         | 女人多自在5                                     | 廣告公司職員                                 |
| 2016年         | 私隱何價2                                       | 程小巧（單元：《女神背後》）                 |
| ViuTV / HKTVE  |                                                 |                                              |
| 2016年         | 三一如三                                        | Seiko（單元：《精靈訓練員》）                |

### 綜藝節目／短片（電視／網絡）
| 首播               | 節目名                        | 備註                                                           |
| MajiTV（網絡電視） |                               |                                                                |
| 2013年             | 邊度有味                      | 主持                                                           |
| 2013年             | 潮遊動漫                      | 主持                                                           |
| 2013年             | 同人區                        | 主持                                                           |
| now香港（now TV）  |                               |                                                                |
| 2014年             | 電視節目有好多種              | 助理主持；與林日曦、陳強、阿Bu合作                             |
| 無綫電視 - J2      |                               |                                                                |
| 2014年             | 打開創意天空 - 有求必應萬事屋 | 飾演 Katherine（主持人）                                       |
| 2017年             | 再親我好媽                    | 飾演 嚴莤瑜（Venus）                                           |
| 2017年             | 萬千星輝賀台慶2017            |                                                                |
| 2018年             | 3日2夜                        | 第二輯 第34至36集主持，與劉穎鏇一起主持                        |
| 2018年             | TVB 50+1周年再出發            | 嘉賓                                                           |
| 2018年             | 萬千星輝賀台慶2018            | 嘉賓                                                           |
| 2019年             | 香港小姐2019                  | 星級評審嘉賓                                                   |
| 2019年             | 香港唱好演唱會                | 表演嘉賓                                                       |
| 2019年             | 識玩旅行團（第二輯）          | 連同傅嘉莉和楊潮凱主持                                         |
|                    | 野外步出                      | 第一集嘉賓                                                     |
| 2021               | 解構心機女                    | 第1、3、5、7、9、10集，連同賴慰玲、馮盈盈、劉佩玥及戴祖儀主持  |
|                    | 野外步出2                     | 第一集客席主席                                                 |
| 2023               | 真係唔好笑                    | 第11集嘉賓                                                     |
| 2024年             | 獎門人春節感謝祭              |                                                                |
| 2024年             | 新春保良迎金龍                |                                                                |
| 2024年             | 博愛歡樂傳萬家                |                                                                |
| See See TVB        |                               |                                                                |
| 2019年             | 拍拖，你懂麽？                | 與何廣沛主持                                                   |
| 2020年             | 睇電視睇到腎虧的故事          | 與黃嘉樂合作，宣傳《大醬園》                                   |
| HOY TV             |                               |                                                                |
| 2025年             | 安居樂業                      | 主持                                                           |
| 2025年             | 好好生活                      | 主持（連同林穎彤、洪韻騏、梁樂童、康志維、蔡嘉寶和温曉晴合作） |

### 電影
| 首映   | 電影名               | 角色           |
| 2014年 | 曖昧不明關係研究學會 | 江嘉敏         |
| 2015年 | 同班同學             | 更衣室女生     |
| 2016年 | PG戀愛指引           |                |
| 2016年 | 此情此刻             | 梁嘉敏         |
| 2019年 | 使徒行者2：諜影行動  | 刑事情報科探員 |

### 微電影
| 首映       | 電影名                                                      | 角色         |
| 2012年12月 | 野犬與貓咪（香港鮮浪潮國際短片競賽最佳創意獎得主）          | 「家貓」少女 |
| 2013年12月 | Dream City-Sneak Peek（Chivas18 The Scene）                 | 模特兒       |
| 2014年3月  | 狩獵都市（微電影「創+作」支援計劃（音樂篇）入圍作品）       | 周晴         |
| 2014年6月  | 更大的監獄（M21.hk製作）                                    | 江珈敏       |
| 2015年3月  | 誓不低頭（第二屆微電影「創+作」支援計劃（音樂篇）入圍作品） | April        |
| 2015年9月  | 理想？你想！（法性講堂《理想？你想！》微電影）              | 楊佩欣       |

### 舞台劇
- 《我們的青春日誌》（2025年）[33]

### 音樂錄像
| 日期          | 歌名                              | 歌手 / 收錄唱片、備註                                                       |
| 2014年1月7日  | 一釐米                            | AGA /《AGA》                                                                |
| 2014年3月1日  | 相識以後                          | 洪卓立 /《TIMING》                                                          |
| 2014年4月11日 | 危險世界                          | 方大同 /《危險世界 Dangerous World》                                        |
| 2014年4月16日 | 琥珀                              | 彭永琛 /《BLUE AMBER》                                                      |
| 2014年7月6日  | We Are One                        | 林憶蓮、張惠妹、那英、蔡健雅 /《Project WAO女生團結音樂節元年》香港站主題曲 |
| 2015年1月     | 一句                              | Mr.                                                                         |
| 2015年8月     | 荔枝山Rocky                       | 羅啟聰                                                                      |
| 2015年9月     | 同窗會                            | Myar                                                                        |
| 2016年2月14日 | 學習浪漫                          | 曹震豪                                                                      |
| 2016年6月20日 | 天地不容                          | 胡鴻鈞 /《到此一遊》                                                        |
| 2016年7月15日 | 被單身的人                        | 吳業坤                                                                      |
| 2016年7月20日 | 孤雛                              | AGA                                                                         |
| 2016年7月24日 | 乘風                              | TVB 藝員                                                                    |
| 2016年10月1日 | 循序漸愛                          | 曹震豪                                                                      |
| 2017年1月5日  | 天變地變情不變                    | Gin Lee                                                                     |
| 2017年5月14日 | 不變的愛「母親節特別版」（cover） | feat. Myar                                                                  |
| 2017年7月3日  | 分前演習                          | 曹震豪                                                                      |

## 派台歌曲成績
| 派台歌曲成績（四台） | 派台歌曲成績（四台） | 派台歌曲成績（四台） | 派台歌曲成績（四台） | 派台歌曲成績（四台） | 派台歌曲成績（四台） | 派台歌曲成績（四台）                            | 派台歌曲成績（四台）                                                                |      |
| -------------------- | -------------------- | -------------------- | -------------------- | -------------------- | -------------------- | ----------------------------------------------- | ----------------------------------------------------------------------------------- | ---- |
| 唱片                 | 歌曲                 | 903                  | RTHK                 | 997                  | TVB                  | 備註                                            | 備註                                                                                |      |
| 2016年               |                      |                      |                      |                      |                      |                                                 |                                                                                     |      |
|                      | 乘風                 | ×                    | ×                    | ×                    | 2                    | 《TVB Amazing Summer 2016》主題曲 與TVB群星合唱 | 《TVB Amazing Summer 2016》主題曲 與TVB群星合唱                                     |      |
| 派台歌曲成績（五台） |                      |                      |                      |                      |                      |                                                 |                                                                                     |      |
| 唱片                 | 歌曲                 | 903                  | RTHK                 | 997                  | TVB                  | ViuTV                                           | 備註                                                                                | 備註 |
| 2023年               |                      |                      |                      |                      |                      |                                                 |                                                                                     |      |
|                      | 黃金萬両             | ×                    | ×                    | 14                   | -                    | ×                                               | 無綫電視劇《黃金萬両》主題曲 連同薛家燕、曹永廉、麥美恩、黃子恆、朱智賢和馬貫東合唱 |      |

| 各台冠軍歌總數 | 各台冠軍歌總數 | 各台冠軍歌總數 | 各台冠軍歌總數 | 各台冠軍歌總數 | 各台冠軍歌總數    | 各台冠軍歌總數    |
| -------------- | -------------- | -------------- | -------------- | -------------- | ----------------- | ----------------- |
| 四台a          | 903            | RTHK           | 997            | TVB            | 備註              | 備註              |
| 四台a          | 0              | 0              | 0              | 0              | 四台冠軍歌總數：0 | 四台冠軍歌總數：0 |
| 五台b          | 903            | RTHK           | 997            | TVB            | ViuTV             | 備註              |
| 五台b          | 0              | 0              | 0              | 0              | 0                 | 五台冠軍歌總數：0 |

- （*）上榜中
- （-）未能上榜
- （×）沒有派往該台
- ^  注解a：包括2023年後的冠軍歌曲
- ^  注解b：2023年起

## 曾獲獎項與提名

### 萬千星輝頒獎典禮
| 年份   | 獎項                    | 作品                                                     | 結果     |
| 2017年 | 最佳女配角              | 《親親我好媽》 嚴茜瑜                                    | 提名     |
| 2018年 | 新加坡最喜愛TVB女主角   | 《兄弟》 馬斯婷                                          | 提名     |
| 2018年 | 馬來西亞最喜愛TVB女主角 | 《兄弟》 馬斯婷                                          | 提名     |
| 2018年 | 最受歡迎電視女角色      | 《兄弟》 馬斯婷                                          | 提名     |
| 2018年 | 最佳女配角              | 《果欄中的江湖大嫂》 黃友美                              | 提名     |
| 2019年 | 最佳女配角              | 《福爾摩師奶》 丁曉堯                                    | 提名     |
| 2019年 | 最受歡迎電視女角色      | 《福爾摩師奶》 丁曉堯                                    | 提名     |
| 2019年 | 飛躍進步女藝員          | 《福爾摩師奶》 《識玩旅行團》                            | 提名     |
| 2020年 | 飛躍進步女藝員          | 《大醬園》 《殺手》 《過街英雄》                         | 提名     |
| 2020年 | 最佳女配角              | 《殺手》 丁雅雯                                          | 提名     |
| 2021年 | 最佳女配角              | 《七公主》 顧雙兒                                        | 最後十強 |
| 2021年 | 最受歡迎電視女角色      | 《七公主》 顧雙兒                                        | 提名     |
| 2021年 | 飛躍進步女藝員          | 《七公主》 《我家無難事》 《解構心機女》                 | 提名     |
| 2021年 | 最受歡迎電視拍檔        | 《七公主》（與黃翠如、林夏薇、高海寧、陳瀅、鄺潔楹）     | 提名     |
| 2022年 | 最佳女主角              | 《食腦喪B》 莫笑春                                       | 提名     |
| 2022年 | 最佳女主角              | 《神奇的燈泡》 黎湘文                                    | 提名     |
| 2022年 | 最受歡迎電視女角色      | 《食腦喪B》 莫笑春                                       | 提名     |
| 2022年 | 最受歡迎電視女角色      | 《神奇的燈泡》 黎湘文                                    | 提名     |
| 2022年 | 最受歡迎電視女角色      | 《黯夜守護者》 盧小寶                                    | 提名     |
| 2022年 | 最佳女配角              | 《黯夜守護者》 盧小寶                                    | 提名     |
| 2022年 | 飛躍進步女藝員          | 《食腦喪B》 《神奇的燈泡》 《黯夜守護者》 《講你都唔信》 | 提名     |
| 2023年 | 最佳女主角              | 《新四十二章》 邵桂芝                                    | 提名     |
| 2023年 | 最佳女配角              | 《黃金萬両》 金枝                                        | 提名     |

### TVB 馬來西亞星光薈萃頒獎典禮
| 年份   | 獎項                    | 作品                 | 結果 |
| 2017年 | 最喜愛TVB飛躍進步女藝員 | 不適用               | 提名 |
| 2017年 | 最喜愛TVB電視角色       | 《親親我好媽》嚴茜瑜 | 提名 |

### 觀眾在民間電視大奬
| 年份   | 獎項               | 作品                        | 結果               |
| 2017年 | 民選飛躍進步女藝員 | 《親親我好媽》 嚴酋瑜       | 最後五強（第二名） |
| 2017年 | 民選最佳女配角     | 《親親我好媽》 嚴酋瑜       | 最後五強（第四名） |
| 2018年 | 民選最佳女配角     | 《果欄裏的江湖大嫂》 黃友美 | 提名               |
| 2018年 | 民選最佳女主角     | 《兄弟》 馬斯婷             | 提名               |

### 香港電視大獎
| 年份   | 獎項             | 結果 |
| 2017年 | 新人獎           | 提名 |
| 2018年 | 女主角獎（劇集） | 提名 |
| 2018年 | 女配角獎（劇集） | 提名 |

## 外部連結
- 江嘉敏的Facebook專頁
- 江嘉敏的Instagram帳戶
- 江嘉敏的新浪微博
- YouTube上的Kaman Kong 江嘉敏 敏迷族頻道
- YouTube上的江嘉敏 Kaman Kong頻道
- 江嘉敏在香港影庫上的簡介